# Cal Pati (Conesa)
Cal Pati és una masia situada al municipi de Conesa, a la comarca catalana de la Conca de Barberà.